# Kamenz
Kamenz (wym. [ˈkaːmɛnt͡s]ⓘ; górnołuż. Kamjenc, wym. [ˈkamʲɛnt͡s]ⓘ; pol. hist. Kamieniec) – miasto we wschodnich Niemczech, w kraju związkowym Saksonia, w powiecie Budziszyn, na Łużycach. Do 31 grudnia 2018 siedziba wspólnoty administracyjnej Kamenz-Schönteichen. Do 29 lutego 2012 należało do okręgu administracyjnego Drezno. Do 31 lipca 2008 miasto było siedzibą nieistniejącego już powiatu Kamenz. Jest położone nad Czarną Elsterą.
1 stycznia 2019 do miasta przyłączono gminę Schönteichen, która stała się automatycznie jego dzielnicą.
W mieście rozwinęło się rzemiosło artystyczne.

## Nazwa
Pierwotną nazwą miejscowości była łużycka nazwa Kamjenc, Kamienz pochodząca od nazwy „kamień”. Po podbiciu w średniowieczu Słowian połabskich z plemion Serbów lużyckich mieszkających na Łużycach nazwa została później zgermanizowana na Camenz oraz później Kamenz.

## Klimat
| Miesiąc                                 | Sty   | Lut   | Mar   | Kwi  | Maj  | Cze  | Lip  | Sie  | Wrz  | Paź  | Lis   | Gru   | Roczna |
| --------------------------------------- | ----- | ----- | ----- | ---- | ---- | ---- | ---- | ---- | ---- | ---- | ----- | ----- | ------ |
| Rekordy maksymalnej temperatury [°C]    | 16.4  | 18.8  | 22.3  | 29.4 | 31.8 | 35.8 | 37.2 | 37.6 | 29.8 | 26.4 | 18.5  | 14.9  | 37,6   |
| Średnie temperatury w dzień [°C]        | 2.7   | 3.9   | 8.6   | 14.1 | 19.5 | 22.1 | 24.3 | 24.1 | 19.3 | 14.0 | 7.4   | 3.9   | 13,7   |
| Średnie dobowe temperatury [°C]         | 0.0   | 0.7   | 4.4   | 8.9  | 13.9 | 16.8 | 18.8 | 18.4 | 14.3 | 9.7  | 4.5   | 1.5   | 9,3    |
| Średnie temperatury w nocy [°C]         | -2.8  | -2.5  | 0.6   | 3.6  | 8.0  | 11.4 | 13.3 | 13.1 | 9.8  | 5.8  | 1.8   | -1.1  | 5,1    |
| Rekordy minimalnej temperatury [°C]     | -25.4 | -22.5 | -15.2 | -6.5 | -2.0 | 1.4  | 5.7  | 4.3  | 1.3  | -6.7 | -12.0 | -21.6 | −25,4  |
| Opady [mm]                              | 45    | 35    | 44    | 39   | 57   | 61   | 79   | 69   | 49   | 37   | 50    | 50    | 613    |
| Średnia liczba dni z opadami            | 11    | 9     | 10    | 8    | 10   | 11   | 11   | 10   | 8    | 8    | 10    | 11    | 117    |
| Źródło: Na podstawie 35-lecia 1979-2013 |       |       |       |      |      |      |      |      |      |      |       |       |        |

## Części miasta (Ortschaften)
- Bernbruch (Barbuk)
- Deutschbaselitz (Němske Pazlicy)
- Jesau (Jěžow)
- Gelenau (Jelenjow)
- Hennersdorf (Hendrichecy)
- Lückersdorf (Łukajecy)
- Schönteichen
- Thonberg (Hlinowc)
- Wiesa (Brěznja)
- Zschornau-Schiedel (Čornow-Křidoł)

## Historia

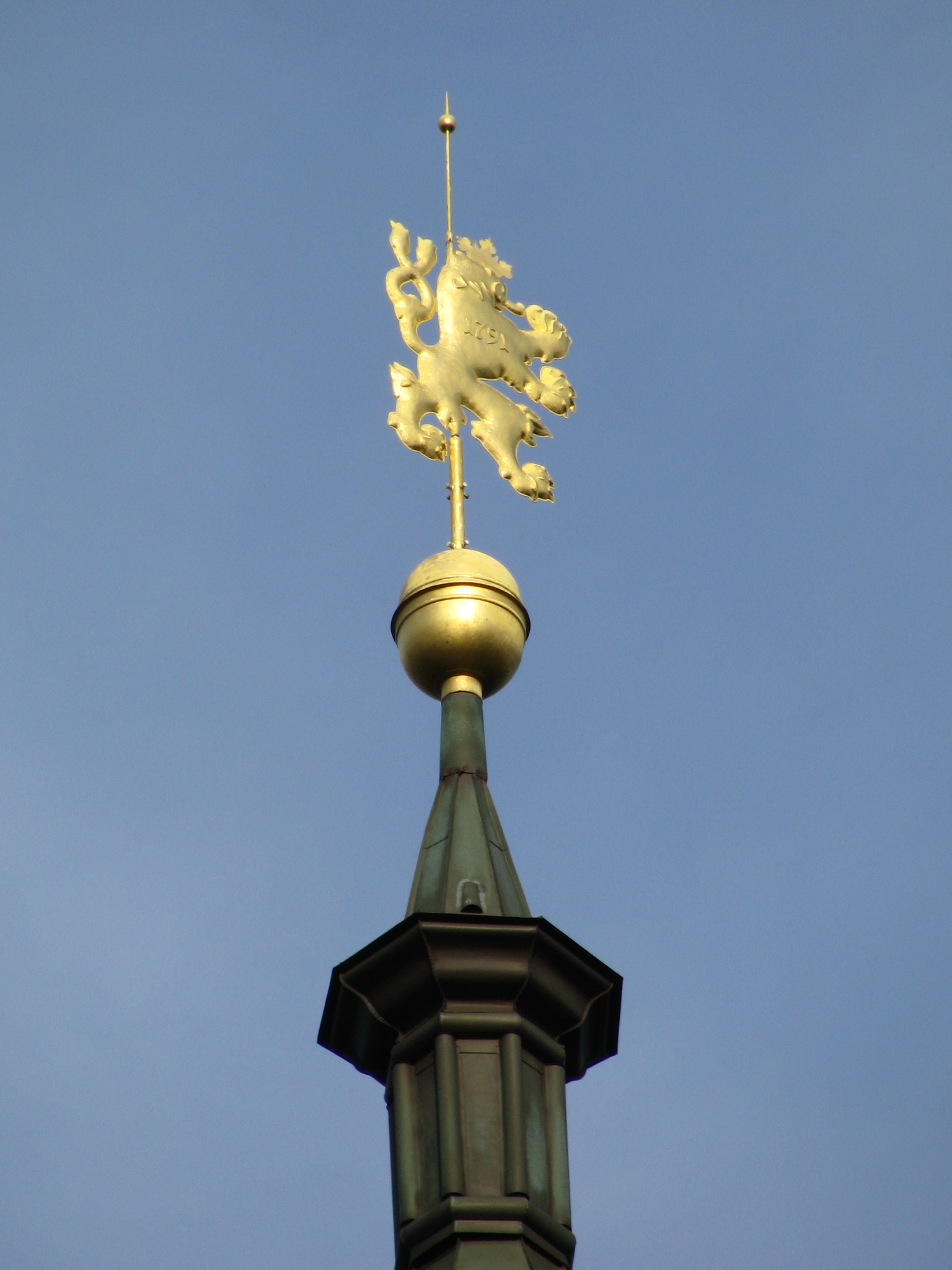
Czeski lew wieńczący wieżę Kościoła Mariackiego

Około 1190 r. obok starej wsi słowiańskiej wzniesiono gród. Przed 1225 r. otrzymał on prawa miejskie. Trwała wtedy wzmożona kolonizacja niemiecka wypierająca wpływy słowiańskie. Przez wieki miasto budowało swój dobrobyt na garbarstwie, sukiennictwie i garncarstwie. W średniowieczu przez Kamenz przebiegała trasa Via Regia.
Na pocz. XIV wieku miejscowość, wraz z Górnymi Łużycami, została przyłączona do Królestwa Czech, pod którego panowaniem pozostała do 1635 r. (poza okresem panowania węgierskiego w l. 1469–1490). Pamiątką po długich latach przynależności miasta do Królestwa Czech jest tarcza z czeskim lwem umieszczona w herbie miejskim. W 1346 r. w ramach przeciwdziałania okolicznemu rozbojowi miasto połączyło siły wraz z innymi grodami przystępując do Związku Sześciu Miast. Miasto było oblegane przez husytów w 1432 r. W 1506 r. w mieście wybuchł bunt rzemieślników, który został stłumiony przez władze czeskie. Mimo tych niekorzystnych wypadków politycznych miasto rozwijało się pomyślnie.
W 1469 wraz ze Związkiem Sześciu Miast miasto uznało władzę króla Węgier Macieja Korwina, po którego śmierci w 1490 powróciło do Czech, wówczas we władaniu królewicza polskiego Władysława II Jagiellończyka, za sprawą którego w 1493 r. na północ od murów miejskich powstał zakon franciszkanów. W 1512 przewieziono tu z Pragi relikwie świętej Anny, którą ustanowiono patronką kościoła. W 1571 r. założono tutaj szkołę średnią reprezentującą, na ówczesne czasy, wysoki poziom nauczania.

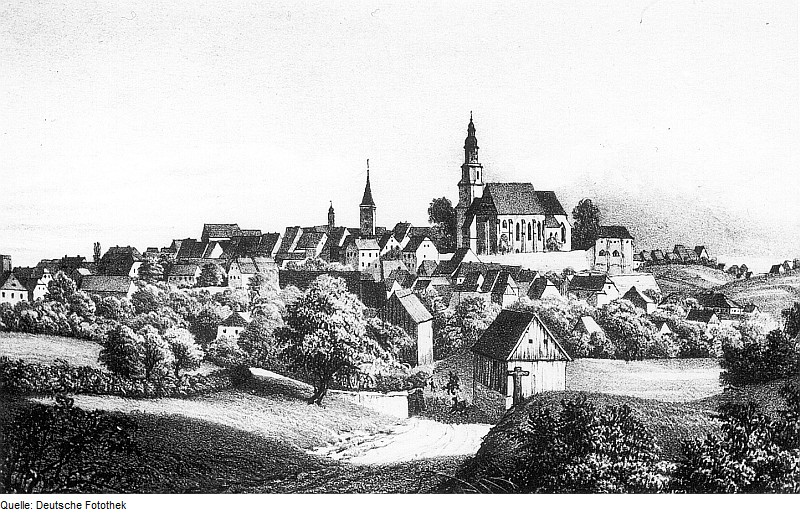
Kamenz w 1837 roku

W czasie wojny trzydziestoletniej – w 1635 r. – Kamenz został wraz z Górnymi Łużycami przyłączony do Elektoratu Saksonii. W czasie III wojny północnej od 1706 w mieście stacjonowało wojsko szwedzkie, aż do pożaru w 1707. W kamienieckim kolegium uczyli się Jan Henryk Dąbrowski i Karol Pflugbeil. W 1. poł. XIX wieku zaczął się proces industrializacji miasta. Kamenz zostało poważnie zniszczone podczas wielkiego pożaru w 1842 r. Od 1871 w granicach Cesarstwa Niemieckiego. W 1921 w mieście został otwarty regionalny oddział serbołużyckiej organizacji Domowina. W 1935 do miasta włączono miejscowość Jesau (górnołuż. Jěžow). W czasie II wojny światowej w dzielnicy Herrental znajdowała się filia niemieckiego obozu koncentracyjnego Groß-Rosen. W kwietniu 1945 r. o miasto toczyła krwawe boje 2 Armia Wojska Polskiego. Miasto zostało jednak zdobyte dopiero 7 maja 1945 r. przez Sowietów. W latach 1949–1990 część NRD. W 1974 przyłączono do Kamenz miejscowości Thonberg (górnołuż. Hlinowc) i Wiesa (górnołuż. Brěznja). Od 1990 w granicach odtworzonego Wolnego Kraju Saksonia Republiki Federalnej Niemiec.

## Demografia

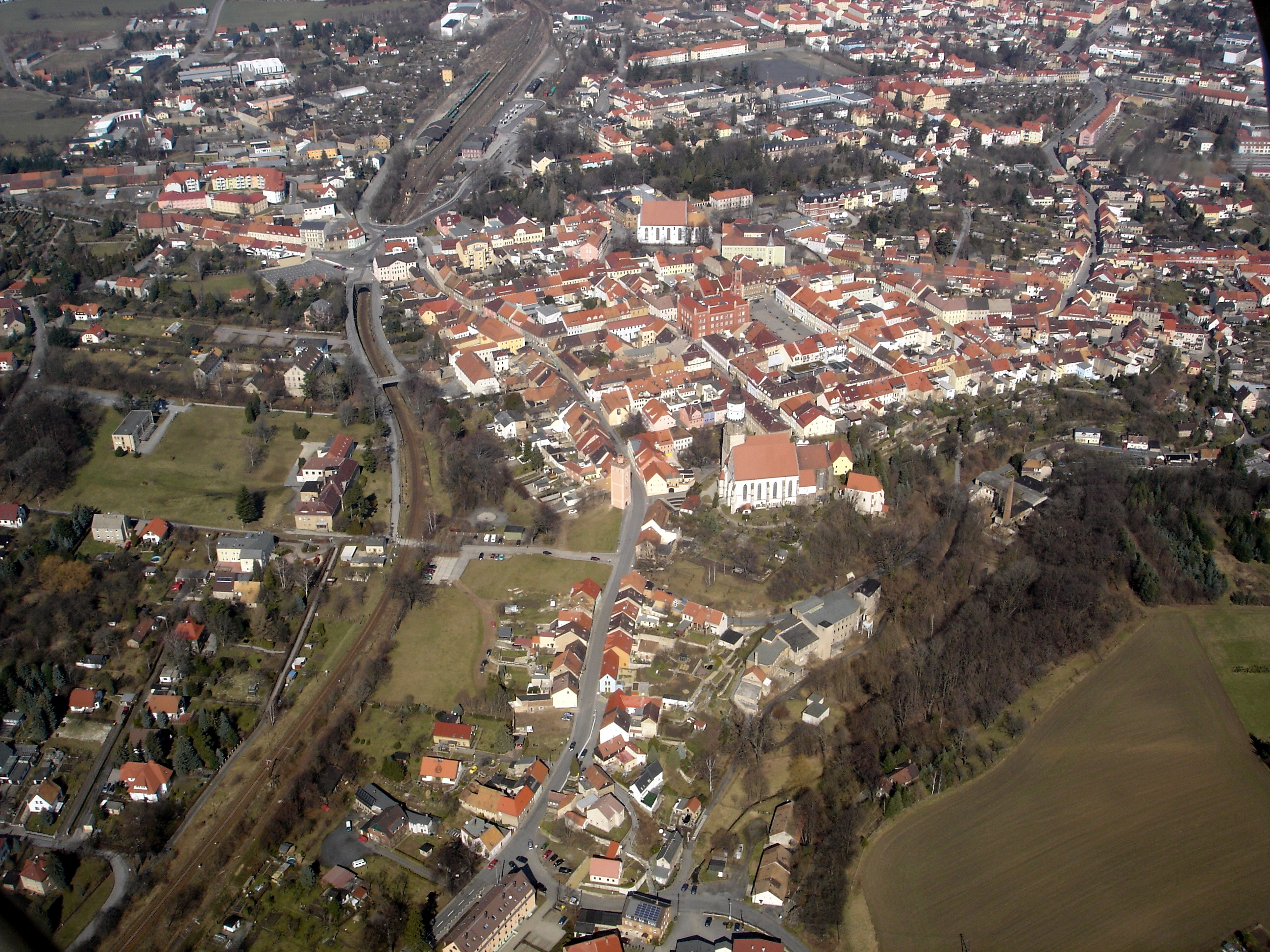
Widok na miasto z lotu ptaka

Zmiany populacji miasta od 1885 do 2010 roku:

Najwyższą populację miasto osiągnęło w 1999 roku – 19 136 mieszkańców.

## Zabytki i inne atrakcje

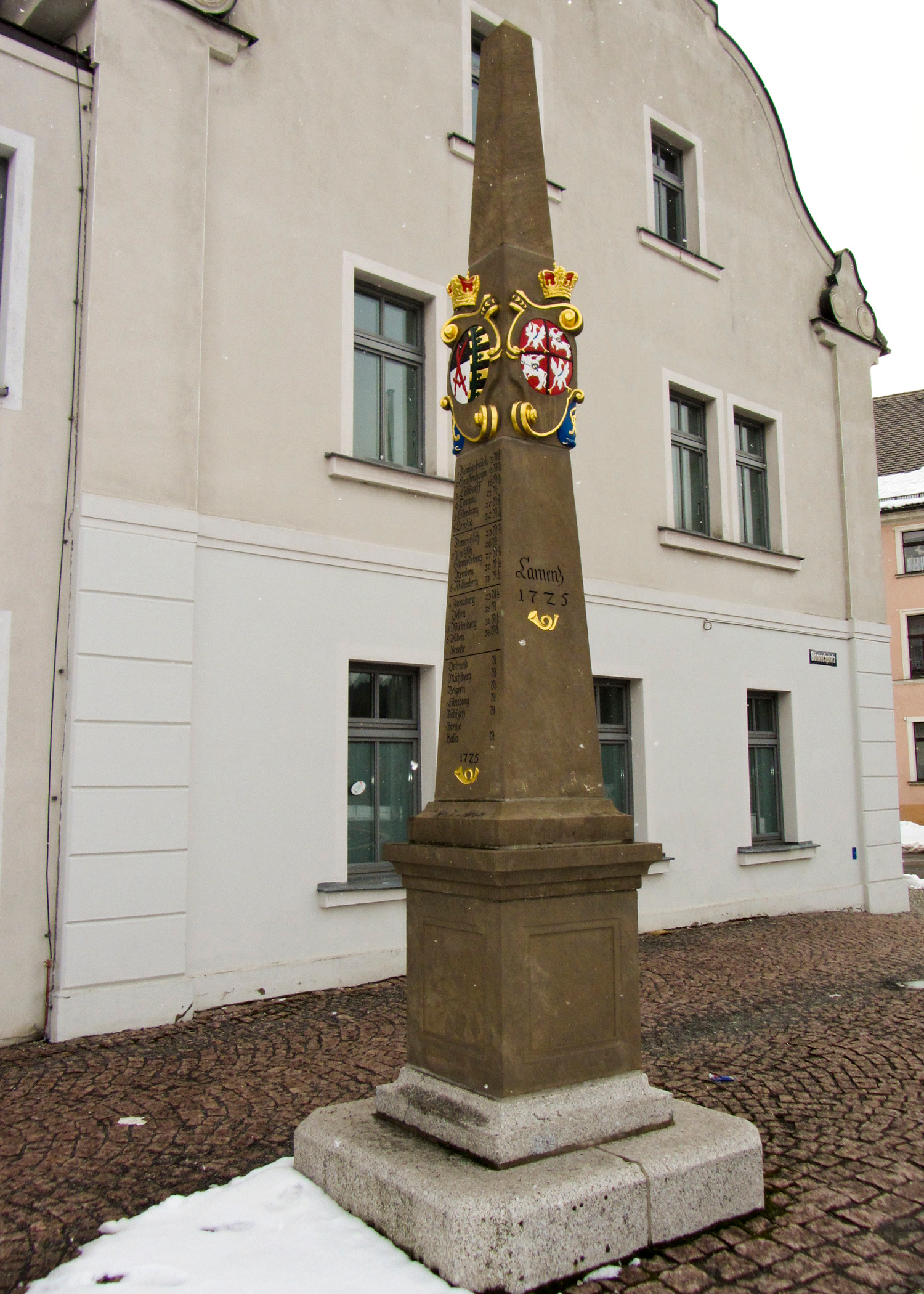
Słup dystansowy poczty polsko-saskiej

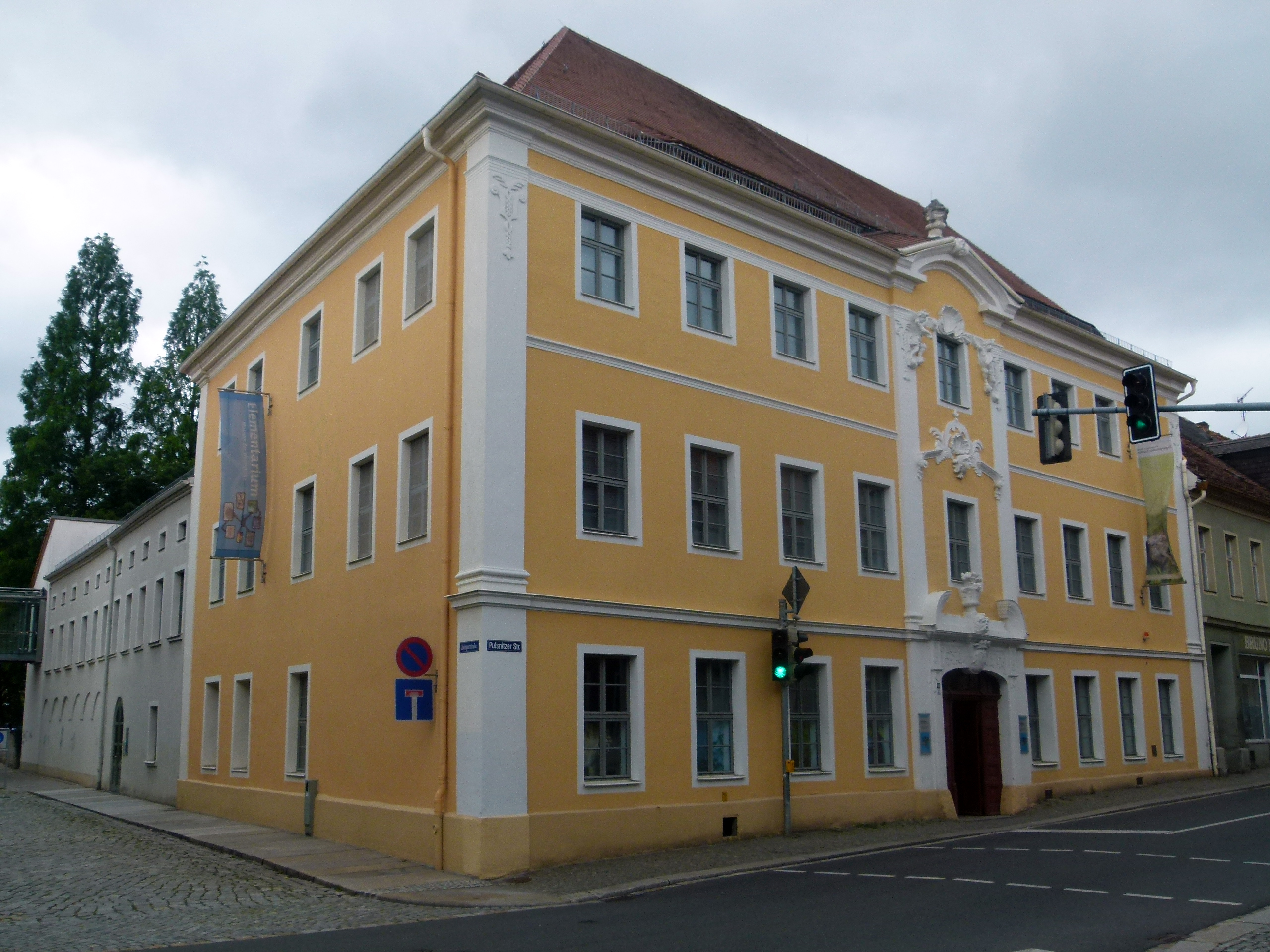
Muzeum Łużyc Zachodnich

- Kościół Mariacki (St. Marien) z XV wieku z wyposażeniem wnętrza z XVI-XVIII w.
- Kościół katechetyczny (Katechismuskirche) z XIV wieku
- Kościół franciszkanów pw. św. Anny z XV w., później serbołużycki kościół ewangelicki
- Brama Klasztorna z 1520 r.
- Mury miejskie i klasztorne z XVI w.
- Czerwona Baszta (Roter Turm) z XVI w.
- Kamienice barokowe i rokokowe z XVII i XVIII
- Pocztowy słup dystansowy ozdobiony polskim Orłem i litewską Pogonią, monogramem króla Polski Augusta II, polską koroną królewską oraz datą 1725
- Gmach Muzeum Łużyc Zachodnich (Museum der Westlausitz) z 1745 r. z ogrodem z ok. 1850 r.
- Krzyż kamienny z późnego średniowiecza
- Ratusz z I poł. XIX w. przy Rynku (neorenesansowy)
- Studnia Andreasa (Andreasbrunnen) na Rynku z 1570 r. (renesansowa)
- Kamienice z XIX w. przy Rynku
- Muzeum Gottholda Ephraima Lessinga, pisarza urodzonego w Kamenz w 1729 r.
- Teatr Miejski z 1833 r.
- Domy parafialne przy kościele Mariackim z XVIII i XIX w.
- Kościół św. Marii Magdaleny (rzymskokatolicki)
- Wieża Lessinga (Lessingturm) z ok. 1864 r.
- Dworzec kolejowy z ok. 1880 r.
- Kościół św. Jodoka z XIX/XX w.
- Gmach poczty z ok. 1900 r.
- Amfiteatr z lat 1934–1938
- Kapliczka przydrożna z 1564 r. w Zschornau
- Kolumna morowa z ok. 1585 r. w Bernbruch
- kamieniołom Sparmann

## Galeria

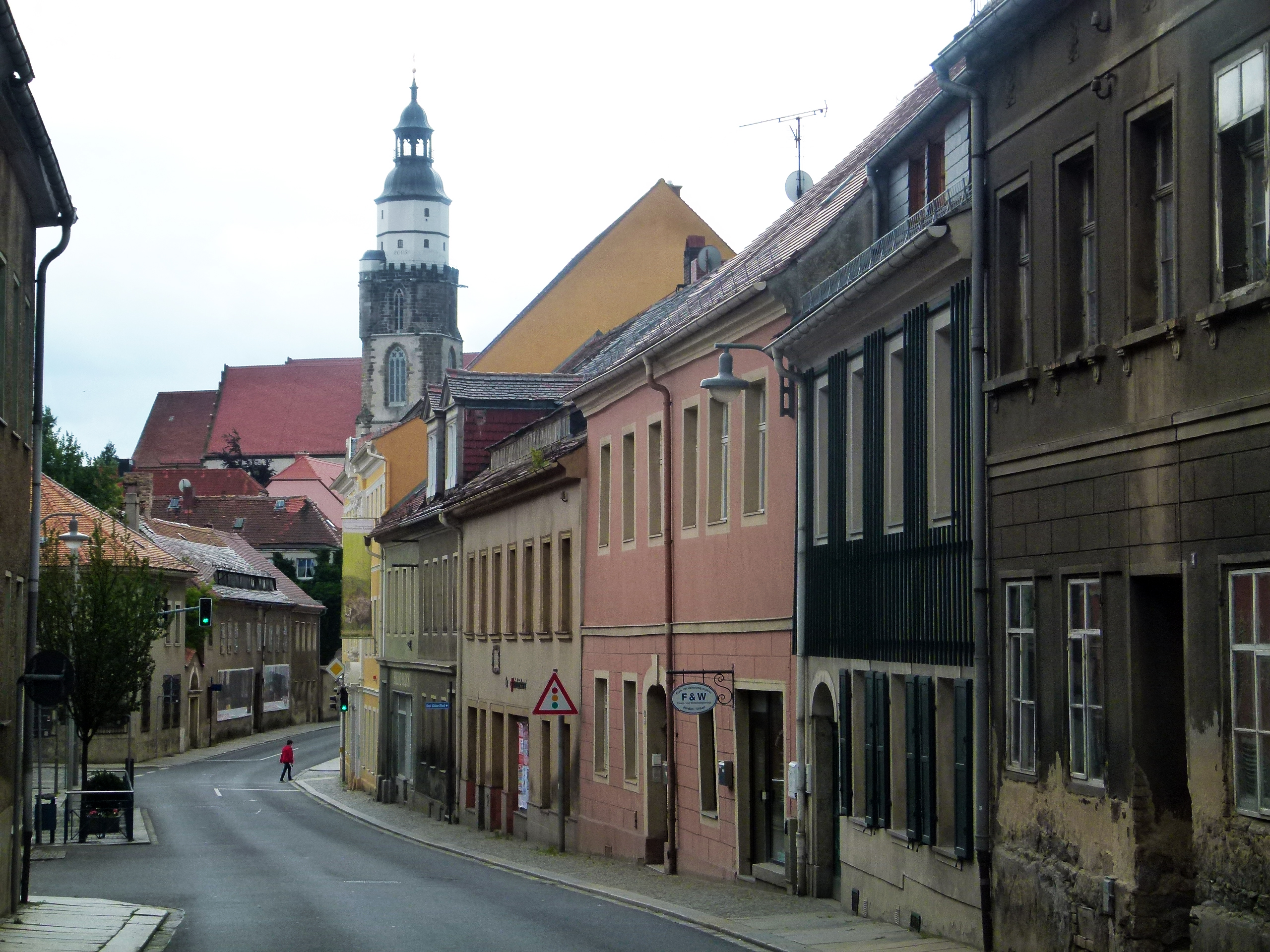
Ulica Połcznicka (Pulsnitzer Straße)
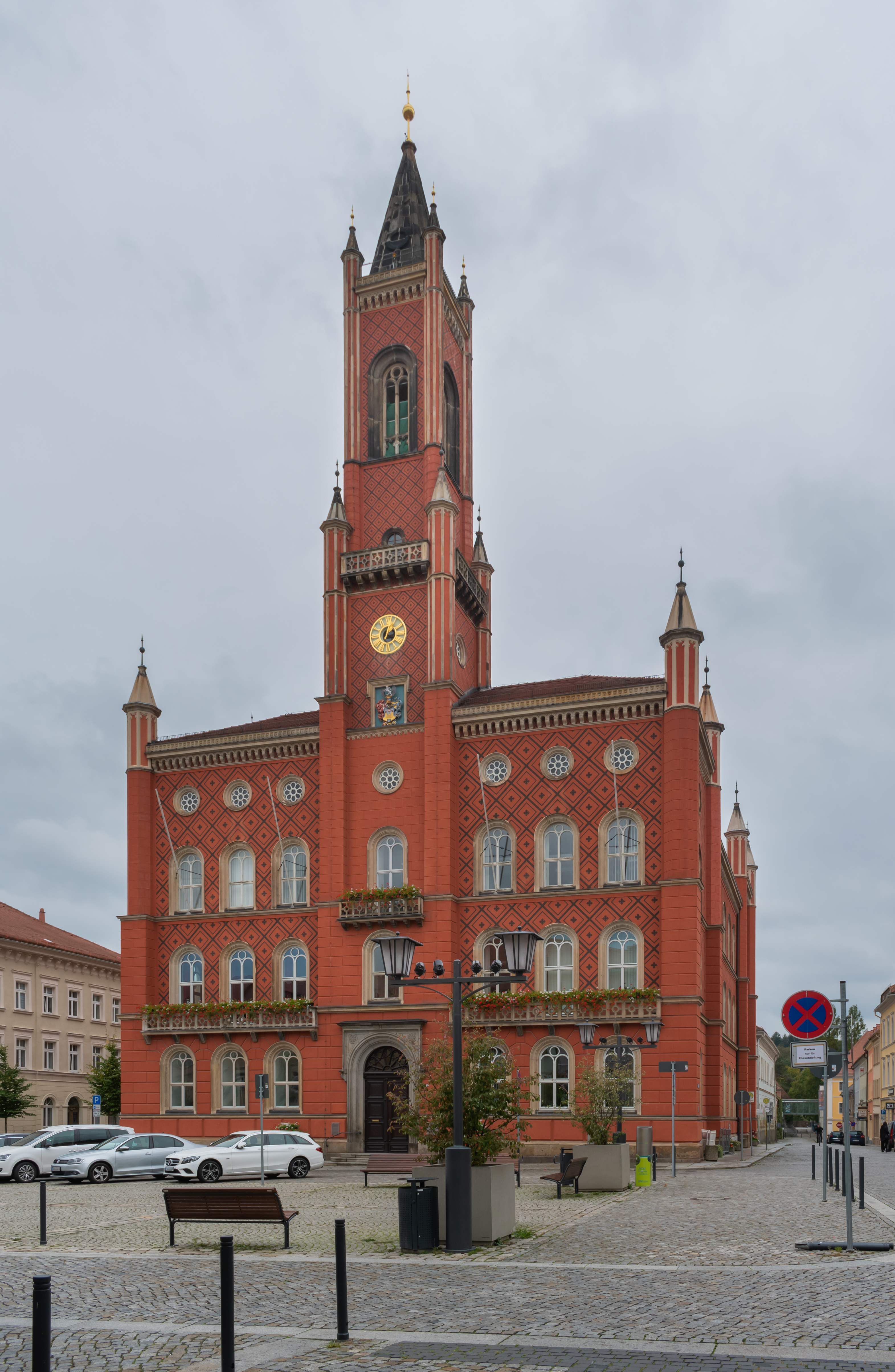
Ratusz
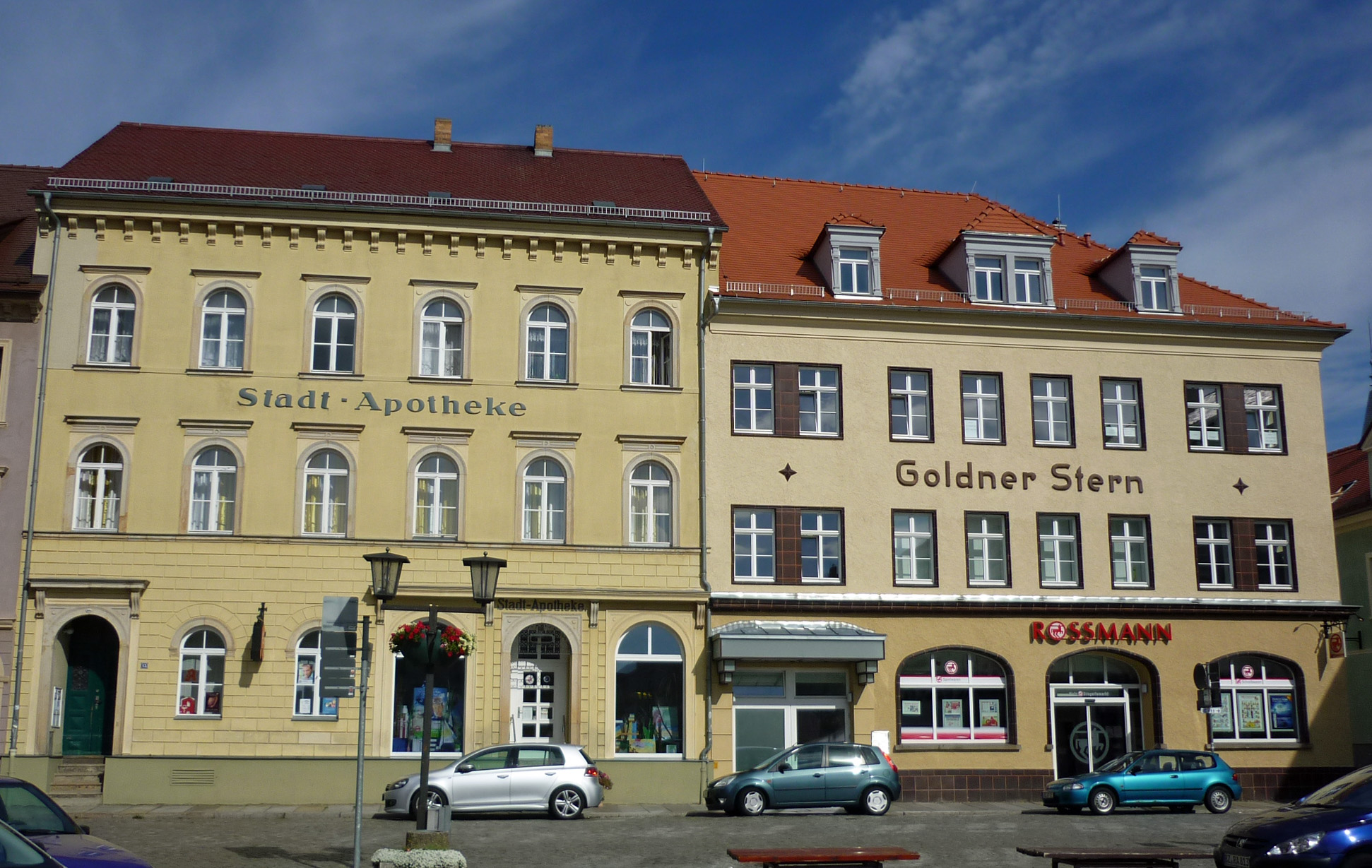
Kamienice przy Rynku
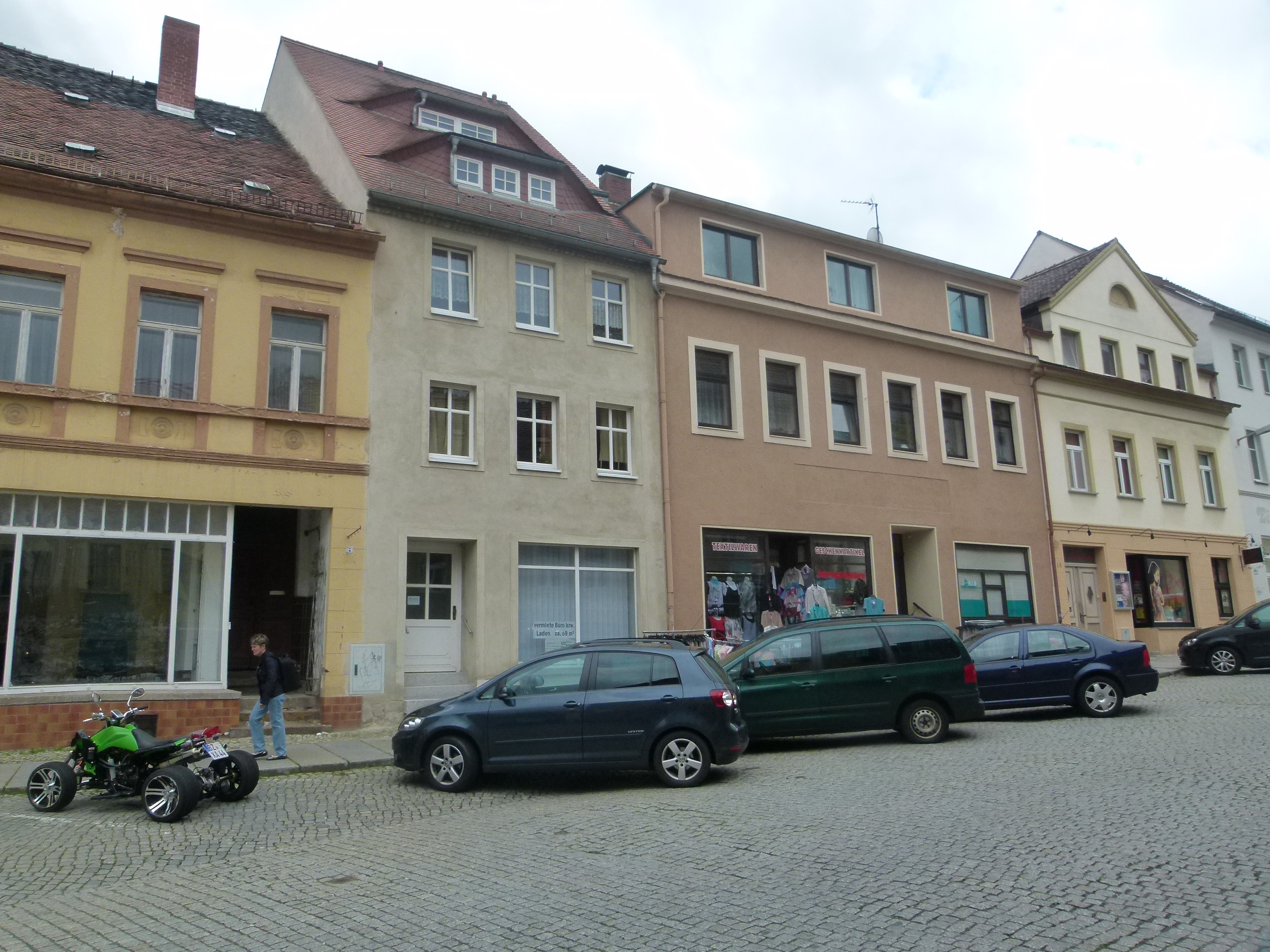
Kamienice przy ul. Budziszyńskiej (Bautzner Straße)
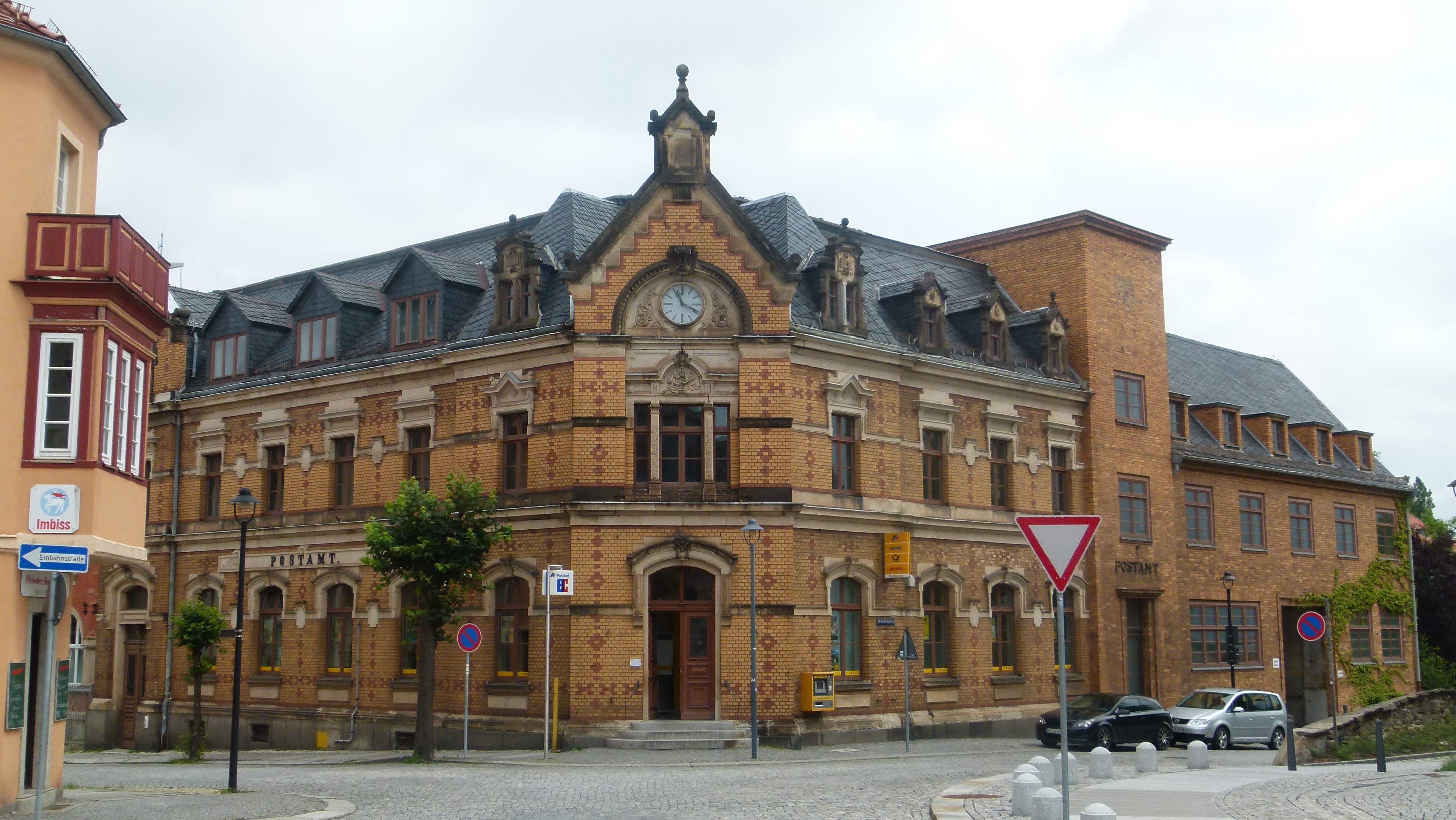
Gmach poczty
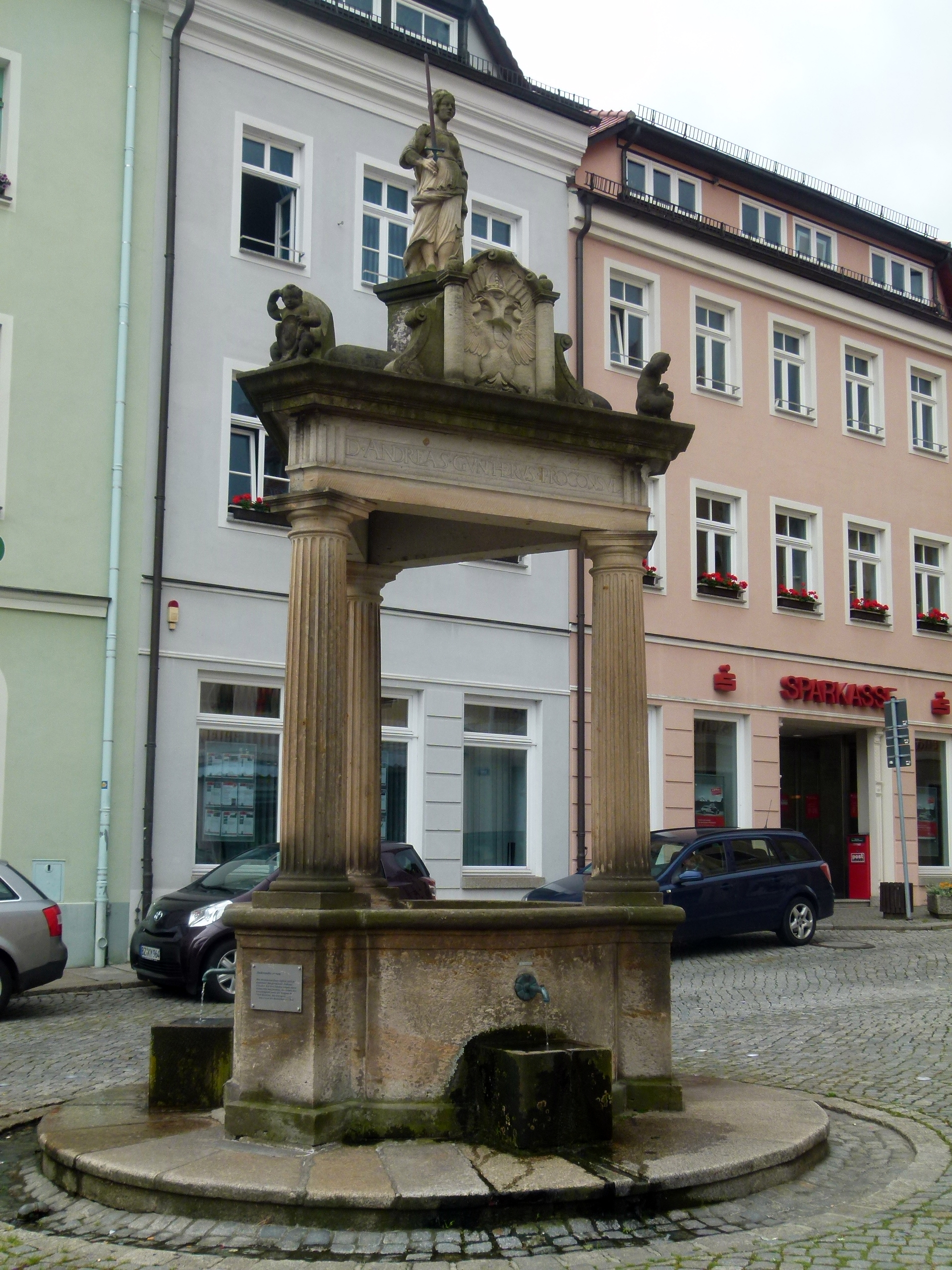
Studnia na Rynku
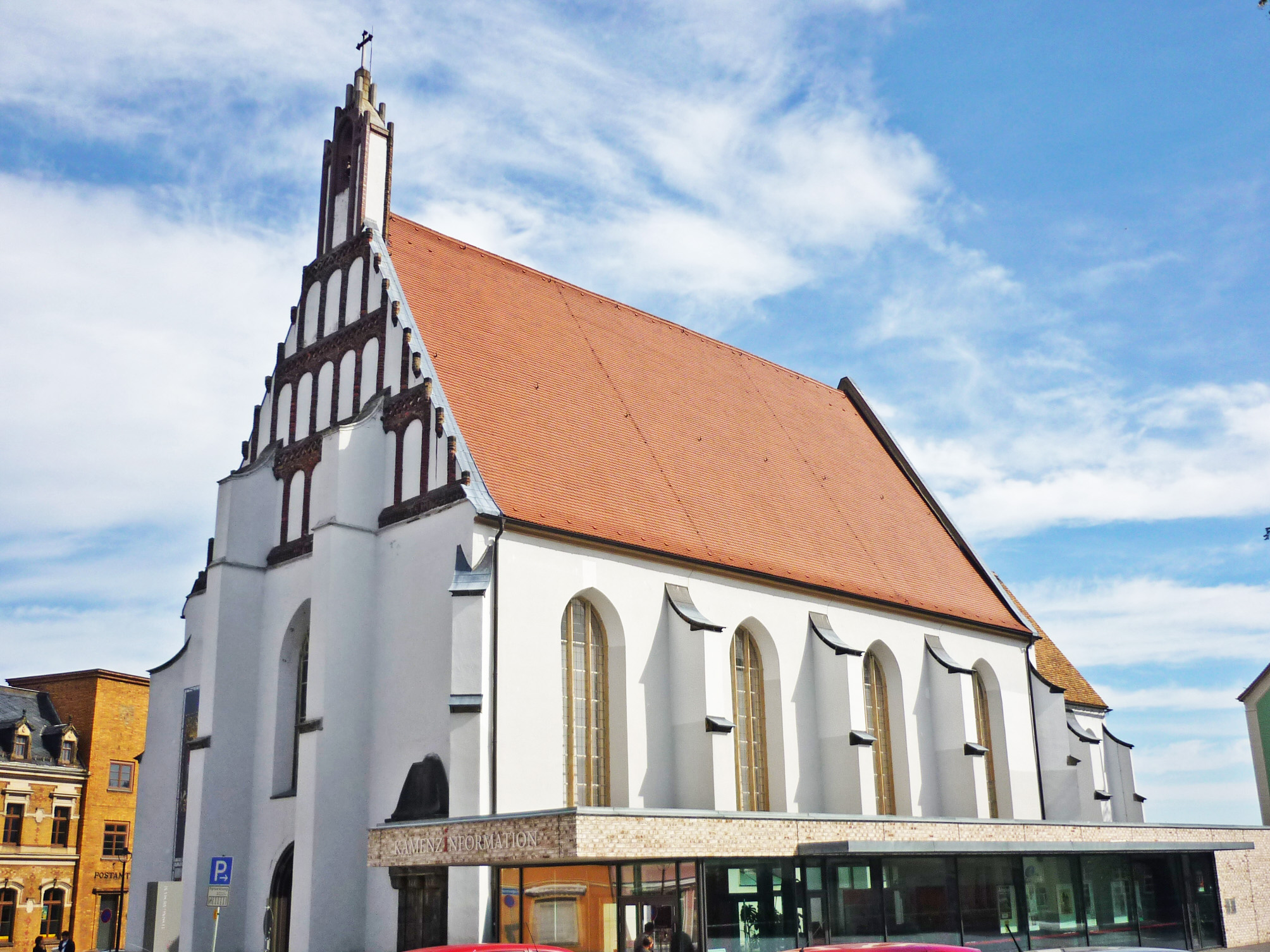
Kościół św. Anny
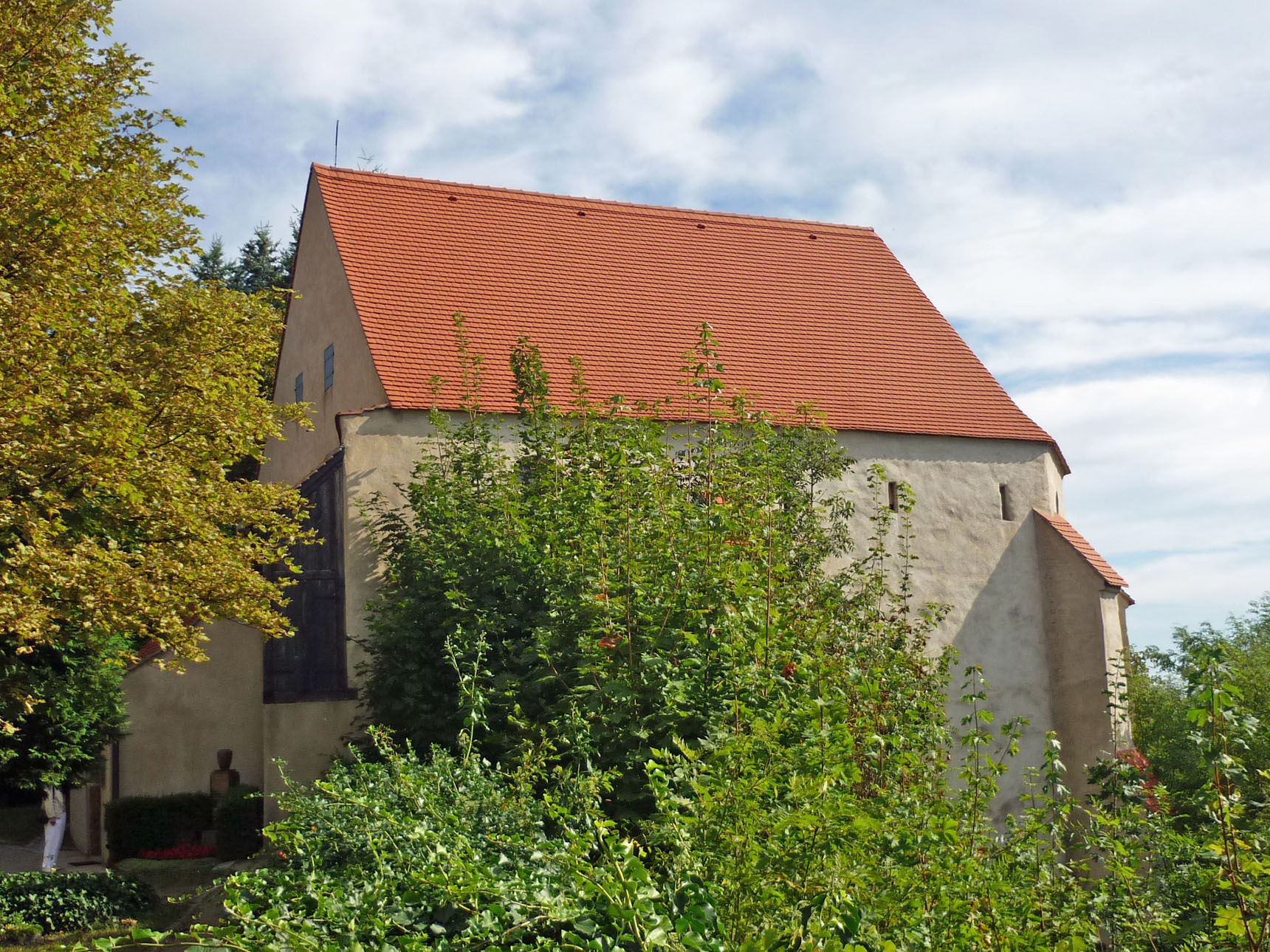
Kościół katechetyczny
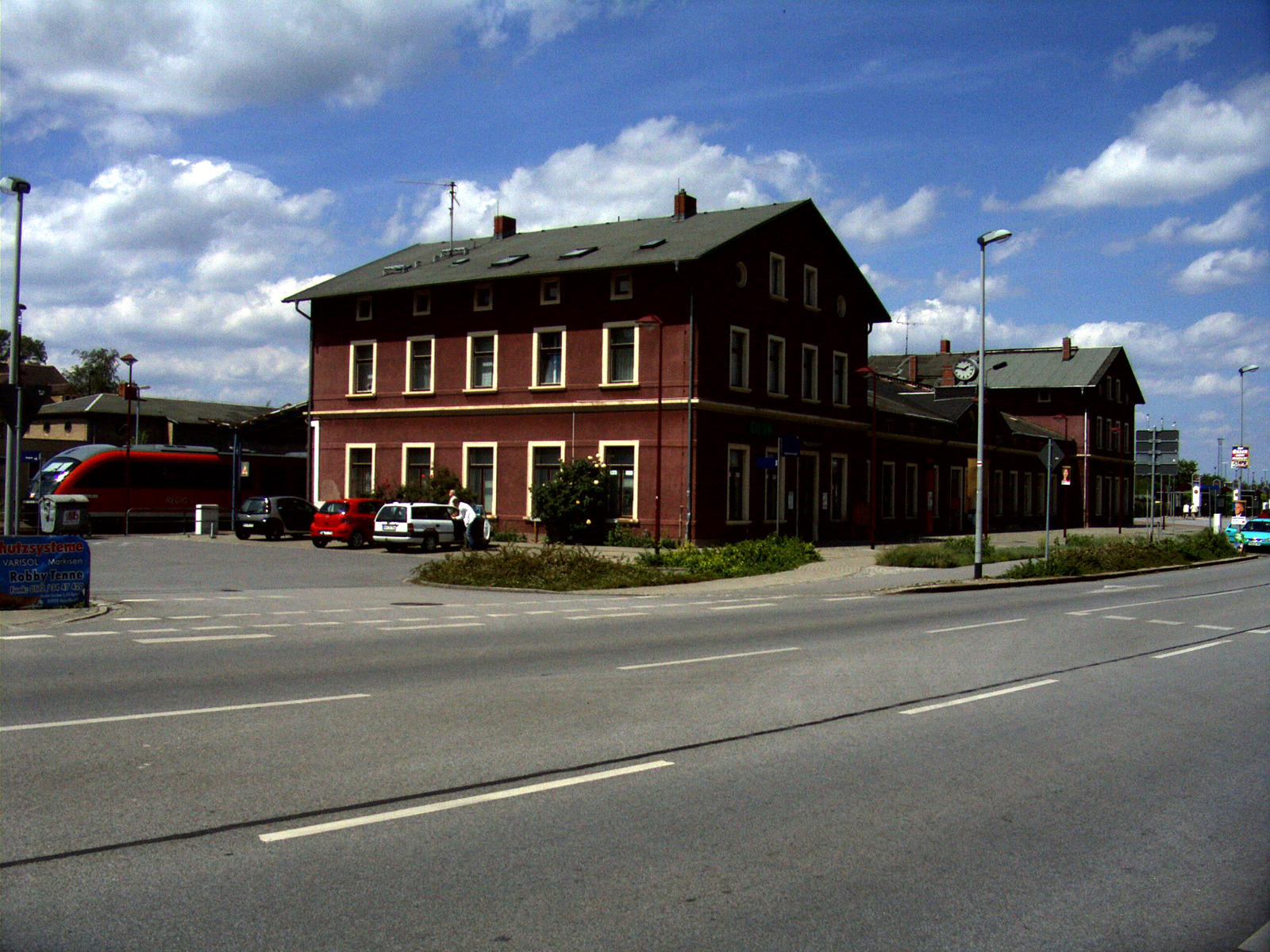
Dworzec kolejowy

## Współpraca
- Niemcy: Alzey
- Czechy: Kolín
- Polska: Karpacz